# Linaria jaxartica
Linaria jaxartica är en grobladsväxtart som beskrevs av I.G. Levichev. Linaria jaxartica ingår i släktet sporrar, och familjen grobladsväxter. Inga underarter finns listade i Catalogue of Life.